# Buoso Donati
Buoso Donati (... - final del segle xiii) és un dels cinc lladres florentins que Dante menciona en la Divina Comèdia, a la setena fossa del vuitè cercle de l'Infern dedicada als fraudulents que són culpables de robatori (Inf. XXV). Es a partir d'aquesta cita dubtosa, que els comentaristes el mencionen.

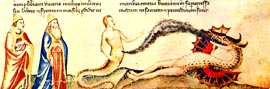
La metamorfosi de Buoso Donati. Anònim pisà 1345

## El personatge en la Divina Comèdia
Dels tres personatges anomenats Buoso, esmentats a la Divina Comèdia, dos estan relacionats amb la família florentina dels Donati i apareixen en el vuitè cercle de l'Infern, el dels fraudulents. Un d'ells només és mencionat en relació amb el pecat d'un falsificador (Infern XXX, v- 44). L'altre Buoso es troba en la setena fossa, entre els lladres, de fet mentre Francesco Cavalcanti es transmuta de serp en home, anticipa la transformació d'home en serp d'un company de condemnació i exclama: "Vull que Buoso vaja / a rossegons per aquest vall, com jo." (Infern XXV. vv.140-141). La majoria dels comentaristes associen aquest Buoso a la família Donati, en canvi Iacopo della Lana voldria que fos dels Abbati, i la seva opinió va ser seguida per alguns comentaristes moderns.
En el passatge en qüestió, Dante està totalment centrat en la descripció de les metamorfosis entre els condemnats i les serps, de manera que la informació biogràfica dels diferents personatges està totalment absent, així com indicacions sobre les culpes que els haurien condemnat a l'infern.
Pel que fa al falsificador, l'Anònim florentí explica que, estant Buoso Donati morint-se, el nebot Simone no sap si ha fet testament o no; encara que tots els veïns li diuen que sí i al final morí sense testar; el nebot llavors, en el temor que hi hagués un testament previ vàlid, demana consell a Gianni Schicchi dels Cavalcanti, habilíssim per "imitar qualsevol persona tant amb la veu com amb els actes", aquest ocupa el lloc del mort i es tapa la cara amb un mocador i dicta testament a un notari cridat d'urgència un testament que estigués d'acord amb les seves intencions, però d'aquest testament també Gianni Schicchi vol treure el seu profit i s'anomena a si mateix hereu d'una famosa mula i de cent florins d'or.

## Notícia històrica
De membres de la casa Donati amb el nom de Buoso, els documents en recorden almenys tres, i potser quatre. El més antic s'esmenta en una venda del 22 de gener de 1213, on  actua Vinciguerra di Donato del Pazzo amb els seus fills Buoso i Forese i les seves esposes, però sembla que aquest Buoso no va deixar fills, i si en la propera generació hi hagué un Buoso, devia néixer de Forese, germà del vell Buoso. Per tant, el persontage falsificat  per Gianni Schicchi només pot ser Buoso fill de Vinciguerra. Segons el llibre dels danys infligits als güelfs exiliats pels gibelins victoriosos entre el 1260 i el 1267, menciona entre els damnificats els germans Simone, Buoso i Taddeo, fills de Messer Forese.
Un Buoso Donati va ser signant de la pau entre Güelfs i Gibelins, proposat pel Cardenal Latino el 1280 i hauria estat nebot de l'homònim Buoso Donati el Vell substituït per Gianni Schicchi.

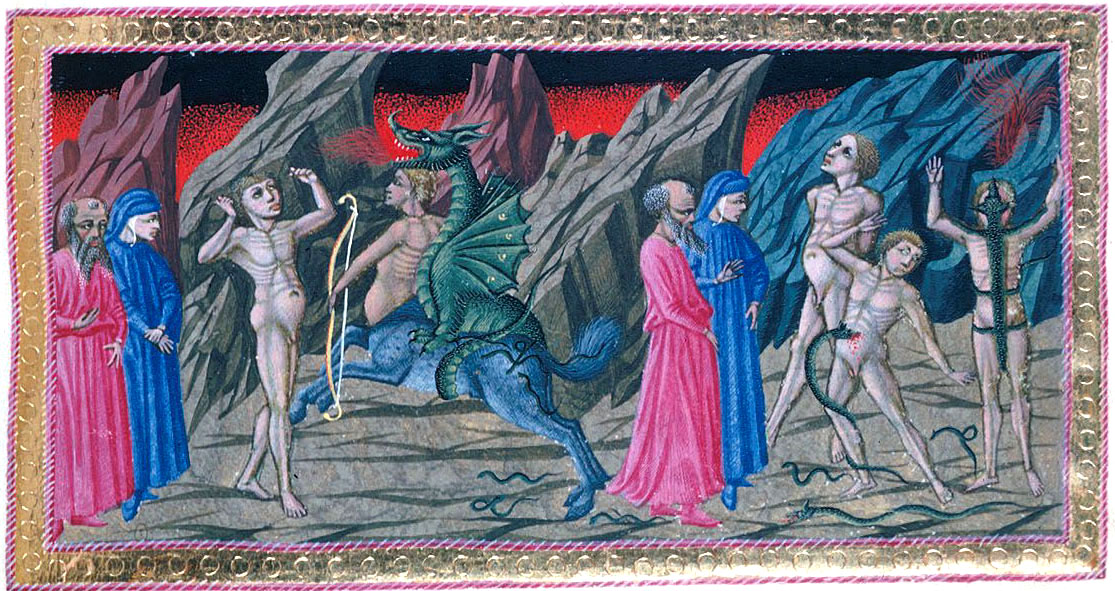
El cant vint i cinquè de l'Infern, pintat per Priamo de la Quercia. Segle XV.

Aquest segon Buoso és quasi amb seguretat el lladre; degué morir poc abans de 1285, sinó en el mateix any, deixant a més de la seva dona Bella, els fills Gasdia i Taddeo. Interessant i eloqüent el testament dictat per aquest fill Taddeo, "existens in extremis", (estant a la bora), el 19 de maig de 1319, per mitjà del qual obligava al propi fill Andrea " solvere omnia legata olim facta et relicta per dominum Buosum patrem dicti Taddei " (o sigui: resoldre tot el llegat un cop fet i abandonat pel senyor Buoso, pare del dit Taddeo). Aquest document pot portar a veure el fet sota una llum bastant diferent de com la mostra la tradició dels comentaristes, i és aquesta, que messer Buoso " ex furto fecerat magna lucra " (o sigui: que amb el robatori va fer grans guanys), sembla que havia fet un testament ple de llegats devots per posar remei al mal que havia fet, amb l'amargor més gran del seu fill Taddeo, que, d'acord amb Schicchi, hauria fet substituir el testament vàlid amb un de fals dictat pel falsificador estirat al costat del cadàver del vell Buoso; i com que tots els nusos arriben a la pinta, el culpable Taddeo, sobre el llindar del pas extrem, va pensar descarregar-se la consciència fent pagar a Andrea el llegat del respectiu pare i avi.
Un tercer Buoso dels Donati, fill del senyor Ubertino, es coneix a través d'un document bolonyès de 26 de març de 1282. Aquest no pot versemblantment ser recordat en l'Infern de Dante. Sembla que encara estava viu en 1308 cosa que per cronologia l'exclou de la competició. 